# Miserere (Allegri)
Miserere od Gregoria Allegriho je slavná acappellová chrámová skladba pro smíšený sbor na text 51. žalmu (č. 50 v Knize žalmů podle číslování Vulgaty).

## Vznik skladby
Gregorio Allegri skladbu napsal pravděpodobně ve 30. letech 17. století, během pontifikátu papeže Urbana VIII., kdy sloužil jako chrámový zpěvák v Římě. Zpívala se v Sixtinské kapli do roku 1870 při pašijovém týdnu při temné jitřní jako první Žalm liturgie Laudes. Kopírování partitury a provádění v jiné dny bylo nakonec zakázáno pod hrozbou exkomunikace, proto bylo Allegriho Miserere brzy zahaleno tajemstvím.

## Přepisy
Čtrnáctiletý Wolfgang Amadeus Mozart při svém pobytu v Římě v roce 1770 prý skladbu slyšel při středeční bohoslužbě a později si ji správně zapsal zpaměti do not. O dva dny později šel na velkopáteční bohoslužbu, aby mohl provést některé malé korektury. Později se na svých cestách setkal s anglickým historikem Charlesem Burneyem, který od Mozarta přepis skladby převzal a přivezl do Londýna, kde byla v roce 1771 zveřejněna. Po vydání skladby byl zákaz zrušen. Zveřejněná verze ovšem neobsahovala tak bohatou ornamentaci, jak ji známe dnes. V 18. a 19. století prošlo dílo několika přepisy a doplněními, mj. např. v roce 1831 z rukou Felixe Mendelssohna-Bartholdyho a roku 1840 od Pietra Alfieriho.

## Popis
Miserere je fauxbourdonová skladba pro devět hlasů, které jsou rozděleny do dvou responsoriálně se střídajících sborových skupin. První, pětihlasý sbor zpívá prostou verzi Miserere, druhý, čtyřhlasý sbor pak z jiného místa v chrámu variantu s ornamentací. Kvůli chybě při přepisu v jednom tisku z roku 1951 byla jedna část skladby notována o kvartu výš, čímž se nejvyšší sopránový hlas dostal až do polohy tříčárkovaného c (c3). Tato výška se nevyskytuje v originálních vatikánských rukopisech ani v žádném notovém vydání před vydáním Sira Ivora Atkinse z roku 1951. Dnes nejčastěji prováděná verze skladby se od originálu liší, nicméně díky svému velkému rozšíření se stala osobitým dílem. Skladatel Franz Wittenbrink o tomto díle kdysi prohlásil: „Existuje-li nějaké nebe, pak musí ležet v těchto tónech.“
Skladba v přepracované verzi zazněla na pohřbu Ludwiga van Beethovena.

## Text

### Původní text
Původní latinský překlad Žalmu:
Miserere mei, Deus: secundum magnam misericordiam tuam.

Et secundum multitudinem miserationum tuarum, dele iniquitatem meam.

Amplius lava me ab iniquitate mea: et a peccato meo munda me.

Quoniam iniquitatem meam ego cognosco: et peccatum meum contra me est semper.

Tibi soli peccavi, et malum coram te feci: ut justificeris in sermonibus tuis, et vincas cum judicaris.

Ecce enim in iniquitatibus conceptus sum: et in peccatis concepit me mater mea.

Ecce enim veritatem dilexisti: incerta et occulta sapientiae tuae manifestasti mihi.

Asperges me hysopo, et mundabor: lavabis me, et super nivem dealbabor.

Auditui meo dabis gaudium et laetitiam: et exsultabunt ossa humiliata.

Averte faciem tuam a peccatis meis: et omnes iniquitates meas dele.

Cor mundum crea in me, Deus: et spiritum rectum innova in visceribus meis.

Ne proiicias me a facie tua: et spiritum sanctum tuum ne auferas a me.

Redde mihi laetitiam salutaris tui: et spiritu principali confirma me.

Docebo iniquos vias tuas: et impii ad te convertentur.

Libera me de sanguinibus, Deus, Deus salutis meae: et exsultabit lingua mea justitiam tuam.

Domine, labia mea aperies: et os meum annuntiabit laudem tuam.

Quoniam si voluisses sacrificium, dedissem utique: holocaustis non delectaberis.

Sacrificium Deo spiritus contribulatus: cor contritum, et humiliatum, Deus, non despicies.

Benigne fac, Domine, in bona voluntate tua Sion: ut aedificentur muri Ierusalem.

Tunc acceptabis sacrificium justitiae, oblationes, et holocausta: tunc imponent super altare tuum vitulos.